# Friday Etim
Friday Ubi Etim (Lagos, 21 maggio 2002) è un calciatore nigeriano, attaccante del Mafra.

## Carriera
Cresciuto nel settore giovanile del Dominion Hotspurs, il 1º settembre 2021 viene acquistato dal Vizela, firmando un contratto valido fino al 2025 e venendo aggregato alla formazione Under-23. Ha esordito in prima squadra il 12 gennaio 2022, in occasione dell'incontro della Taça de Portugal perso per 1-3 contro il Porto. Il 27 gennaio ha esordito anche in Primeira Liga, disputando l'incontro pareggiato per 1-1 contro la Portimonense. Al termine della stagione viene promosso in prima squadra. Il 13 novembre realizza la sua prima rete con la squadra e contestualmente in campionato, nell'incontro vinto per 0-2 contro il Paços Ferreira.

## Statistiche

### Presenze e reti nei club
Statistiche aggiornate al 7 gennaio 2023.
| Stagione        | Squadra         | Campionato      | Campionato | Campionato | Coppe nazionali | Coppe nazionali | Coppe nazionali | Coppe continentali | Coppe continentali | Coppe continentali | Altre coppe | Altre coppe | Altre coppe | Totale | Totale |
| Stagione        | Squadra         | Comp            | Pres       | Reti       | Comp            | Pres            | Reti            | Comp               | Pres               | Reti               | Comp        | Pres        | Reti        | Pres   | Reti   |
| --------------- | --------------- | --------------- | ---------- | ---------- | --------------- | --------------- | --------------- | ------------------ | ------------------ | ------------------ | ----------- | ----------- | ----------- | ------ | ------ |
| 2021-2022       | Vizela          | PL              | 2          | 0          | CP+CdL          | 1+0             | 0               |                    | -                  | -                  |             | -           | -           | 3      | 0      |
| 2022-2023       | Vizela          | PL              | 4          | 1          | CP+CdL          | 1+2             | 0+1             |                    | -                  | -                  |             | -           | -           | 7      | 2      |
| Totale Vizela   | Totale Vizela   | Totale Vizela   | 6          | 1          |                 | 4               | 1               |                    | -                  | -                  |             | -           | -           | 10     | 2      |
| Totale carriera | Totale carriera | Totale carriera | 6          | 1          |                 | 4               | 1               |                    | -                  | -                  |             | -           | -           | 10     | 2      |